# Movlud Suleymanli
 (mars 2024).
Movlud Suleymanli (en azéri: Movlud Suleymanli (en azéri: Mövlud Süleyman oğlu Balakişiyev, pseudonyme-Mövlud Süleymanlı ; né le 18 mars 1943 à Gizil Chafaq, district de Kalinino en Arménie et mort le 21 février 2024 à Bakou) est dramaturge, scénariste, membre de l'Union des écrivains d'Azerbaïdjan (1980), Travailleur honoré d’art (2003), Écrivain du peuple de l’Azerbaïdjan (2006).

## Biographie
Movlud Süleymanli est diplômé de la 7ème année de l'école secondaire du village voisin d'Ilmezli (1960) après les 7 années d'école du village de Kyzyl Chafaq. En 1962, il entre à la Faculté de philologie de l’Université d’État d’Azerbaïdjan et obtient son diplôme en 1967.
Mavlud Suleymanli, qui se lance dans la littérature dans les années 70 du siècle dernier, commence sa créativité avec des poèmes lyriques. Son premier poème Mes mains est publié en 1964 dans le journal Azerbaijan Genjleri (Jeunesse azérie). Le recueil de poèmes de l'écrivain est également publié. Les principaux facteurs qui caractérisent la créativité de M. Suleymanli sont l'histoire, l'ethnographie, les valeurs spirituelles et morales et le patriotisme du peuple.
Dans la seconde moitié des années 1970, les récits et des nouvelles de l’écrivain se succèdent. En 1979, le livre À la lumière de la lune , des histoires  Neige, Feu, Le Diable, Moulin. Dans ces histoires M. Suleymanli refléte les problèmes de la société à l'époque. Chanapipik (un oiseau rare) , Absence de sel, L’herbe font partie des histoires de l'écrivain consacrées au thème de la guerre.
Les romans Migration, Le ver de noix de muscade et Une voix constituent une étape dans le développement du roman azerbaïdjanais moderne.
En 1968, Mevlud Suleymanli rejoint la Radio d'État d'Azerbaïdjan, travaillant d'abord comme rédacteur des revues Jeunesse, puis de Littérature et art . Fin 1992, il est nommé vice-président de la Société nationale de télévision et de radio d'Azerbaïdjan et occupe ce poste pendant 17 ans (1992-2009). En outre, il travaille comme chef du département de prose dans la revue Ulduz, l'organe de l'Union des écrivains, dans un studio de cinéma littéraire, en 1976-1980 et au cours de la période 1980-1988. département de prose du magazine Azerbaïdjan.
D’après son scénario, les longs métrages télévisés L'enlèvement du marié et Des nuages sont notre parapluie sont tournés à la demande d Goskino de Moscou. En 1976, il est invité à travailler à l'Union des écrivains azerbaïdjanais. Depuis 1974, il est membre de l'Union des écrivains azerbaïdjanais. En 1992-1993, le journal indépendant Oguz Eli est publié sous la direction du rédacteur en chef M. Suleymanly.
En 1992, il est invité à travailler à la télévision d'État d'Azerbaïdjan et nommé rédacteur en chef de la rédaction Folklore.

## Distinctions
- Ordre de la Gloire (Azerbaïdjan)
- Ordre de l'Honneur (Azerbaïdjan)